# حزب الوطن (تونس)
حزب الوطن هو حزب سياسي تونسي سابق تم انشائه بعد الثورة التونسية من قبل كل من محمد جغام وأحمد فريعة وهو حزب يتمركز في وسط يمين الساحة السياسية.

## أهداف الحزب
تتمثل هذه الأهداف خاصة فيما يلي :
· إعلاء صوت الاعتدال والوسطية ضمن المشهد السياسي الوطني.
· التجسيم الفعلي لأهداف ثورة الشباب وذلك عبر بناء جمهورية المواطنة وضمان الحريات الشخصية والعامة وتحسين الظروف المعيشية لكل المواطنين وتأمين العدالة بين الأفراد وبين الجهات بالتوزيع العادل لثمرات التنمية وتبويب الشغل مكانة محورية ضمن مختلف السياسات القطاعية.
· صيانة المكاسب الوطنية وفي مقدمتها مجلة الأحوال الشخصية.
· الدفاع عن الهوية التونسية العربية الإسلامية في كنف الاعتدال والتسامح و الانفتاح على الحداثة.
· التشجيع على العمل والاجتهاد و التجديد والإبداع.